# خزكدر (جمع أبرود)
خزكدر (بالفارسية: خزکدر) هي قرية تقع في إيران في قسم جمع أبرود الريفي.